# Клейофан
Клейофан — мінерал класу сульфідів.

## Загальний опис
Хімічна формула:  ZnS.
Один з різновидів мінералу сфалерит, повністю або майже повністю без домішок Fe і Мn; знезалізнений сфалерит світло-жовтого до майже безбарвного, медового чи зеленувато-жовтого кольору. Часто у вигляді добре сформованих прозорих кристалів і двійників.
Вельми популярний в якості колекційного матеріалу. Піддається огранюванню, хоча через крихкість і добру спайність непростий в обробці. Руда цинку.